# PAWKY
『PAWKY』(パウキー)は、CURIOの3枚目のスタジオ・アルバム。

## 概要
- 新たにプロデューサーとして今井裕を迎え、エピックレコードから最後にリリースされたオリジナルアルバム。
- 2007年4月25日にボーナストラックが4曲追加され再発売された。

## 収録曲
特記以外、作詞：オオクボミツノブ、作曲：アサジュンイチロウ、編曲：CURIO、今井裕
1. PAWKY HUMOR[0:41]
インストゥルメンタル
2. see you,see me[4:56]
8thシングル。
3. GOOD MORNING BLUES[4:32]
4. W.T.C[3:47]
5. 祈り (Standard Style)[6:39]
7thシングルのアルバムバージョン。
6. Battle Creek Brawl（interlude）[3:03]
インストゥルメンタル
7. JULIA [4:52]
8. chu chu chu[3:47]
9. HAVE A BREAK?（interlude）[0:19]
作曲：CURIO。インストゥルメンタル。
10. マウエマイウェイ[4:36]
11. 落陽と写真[6:08]
ストリングス・アレンジ：オオクミツノブ、オーケストレーション：今井裕
12. Unfinished Song[1:05]
作詞：アサジュンイチロウ
13. TO BE LOUD (ROC-02MIX)[4:00]
作詞：オオクボミツノブ、アサジュンイチロウ
6thシングルのアルバムバージョン。リミックスを冷牟田竜之が手掛けている。
14. BOO GO BOOB
再発盤ボーナストラック。未発表曲。
15. 君のすべてを見ていたい ('98 12.27 渋谷公会堂）
再発盤ボーナストラック。
8thシングルのカップリング。2ndシングルのカップリングのライブバージョン。
16. アイニイコウ ('98 12.27 渋谷公会堂）
再発盤ボーナストラック。
1stアルバム収録曲。ライブ音源は未発表。
17. TO BE LOUD
再発盤ボーナストラック。
作詞：オオクボミツノブ、アサジュンイチロウ
6thシングル。